# کراسنی خوتور (استان بلگورود)
کراسنی خوتور (انگلیسی: Krasny Khutor) یک شهرک در بخش بلگورودسکی استان بلگورود کشور روسیه است.